# Fritz Söderbergh
Fritz Enoch August Söderbergh, född 29 mars 1865 i Karlshamn, död 11 september 1948, var en svensk väg- och vattenbyggnadsingenjör.
Söderbergh var (i sitt andra äktenskap) far till Ann Mari Falk och Bengt Söderbergh.

## Biografi
Söderbergh, som var son till sjökapten Carl Frithiof Söderbergh och Carolina Vilhelmina Paulsson, avlade studentexamen i Kalmar 1883 och studerade vid Kungliga Tekniska högskolans avdelning för väg- och vattenbyggnadskonst 1884–1888. Han tjänstgjorde vid järnvägsundersökningar för Norra stambanan, var biträde hos Gustaf Nerman, ritbiträde vid Stockholms stads vattenledningar och vid operakonsortiet 1888–1895 samt var konstruktör för utställningsbyggnader inför Allmänna konst- och industriutställningen i Stockholm 1897. Han drev egen konstruktionsbyrå från 1897, tjänstgjorde vid Överintendentsämbetet, var sakkunnig i byggnadstekniska frågor från 1908 och ledare av riksbyggnadskommittén 1908–1909. 
Söderbergh upprättade ritningar till verkstäder för Asea, AB Atlas, Bolinders, Bofors-Gullspång, Gullefors, Horndals bruk, Kosta, Kvarnsvedens pappersbruk, LKAB, Munktells, Nydqvist & Holm och AB J.V. Svensons Motorfabrik. Han var konstruktör för bland annat Gustaf Vasa kyrka, Engelbrekts kyrka och Uppenbarelsekyrkan i Saltsjöbaden, för Oscarsteatern, Stockholms rådhus och Naturhistoriska riksmuseet. Han utförde ritningar och beräkningar till S:t Eriksbron i Stockholm och flera broar i landsorten, var konstruktör för flera hundra byggnader i Stockholm och landsorten, konstruktör för utställningarna i Gävle 1900, Helsingborg 1903 samt Stockholm 1909 (även arbetsledare), konstruktör och överkontrollant för Baltiska utställningen i Malmö 1914 samt konstruktör av och kontrollant vid grundförstärkningsarbeten vid Stockholms slott.
Söderbergh förlorade större delen av sin förmögenhet i Kreugerkraschen. Han ligger begravd på Norra begravningsplatsen i Stockholm.